# Гонсьори (Люблінське воєводство)
Гонсьори (пол. Gąsiory) — село в Польщі, у гміні Улян-Майорат Радинського повіту Люблінського воєводства.
Населення — 278 осіб (2011).
У 1975-1998 роках село належало до Білопідляського воєводства.

## Демографія
Демографічна структура станом на 31 березня 2011 року:
|          | Загалом | Допрацездатний вік | Працездатний вік | Постпрацездатний вік |
| -------- | ------- | ------------------ | ---------------- | -------------------- |
| Чоловіки | 141     | 44                 | 81               | 16                   |
| Жінки    | 137     | 39                 | 70               | 28                   |
| Разом    | 278     | 83                 | 151              | 44                   |